# Obi Toppin

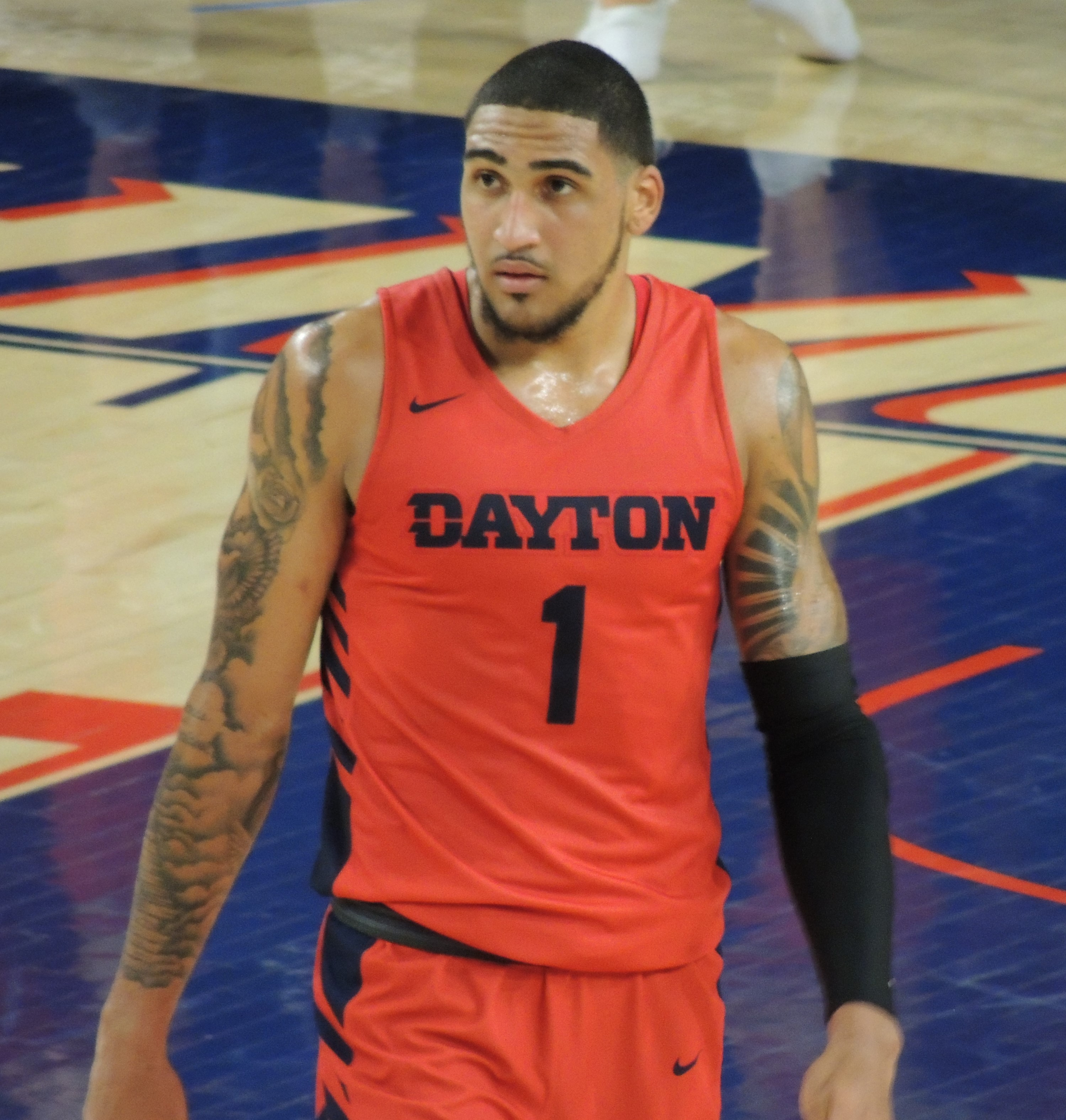
Obi Toppin, 2020.

Obadiah Richard "Obi" Toppin Jr., född 4 mars 1998 i Brooklyn i New York, är en amerikansk professionell basketspelare (PF) som spelar för Indiana Pacers i National Basketball Association (NBA). Han har tidigare spelat för New York Knicks.
Toppin draftades av New York Knicks i första rundan i 2020 års draft som 8:e spelare totalt.
Innan han blev proffs studerade Toppin på University of Dayton och spelade för deras idrottsförening Dayton Flyers.
Han är bror till Jacob Toppin.